# Port lotniczy Kalgoorlie-Boulder
Port lotniczy Kalgoorlie-Boulder (IATA: KGI, ICAO: YPKG) – port lotniczy położony 7 km od Kalgoorlie, w stanie Australia Zachodnia, w Australii.

## Linie lotnicze i połączenia
- Qantas (Perth)
- Qantas obsługiwane przez QantasLink (Adelajda, Perth)
- Skywest (Melbourne, Perth)